# Casa de Wessex

Casa de Wessex (cunoscută de asemenea sub numele de Casa Cerdic) este familia care a condus inițial regatul din sud-vestul Angliei, cunoscut sub numele de Wessex, din secolul al VI-lea, sub domnia lui Cerdic de Wessex, până la unificarea regatelor din Anglia. 
Membrii familiei au devenit conducători în toată Anglia de la Alfred cel Mare, în 871, până la Edmund Braț-de-Fier. Această perioadă a monarhiei engleze este cunoscută ca fiind perioada Saxonă, deși domnia lor a fost adesea contestată, în special de către Danelaw și mai târziu de către regele danez Sweyn Forkbread, care a revendicat tronul în 1013 - 1014, în timpul domniei lui Ethelred cel Neinspirat. Sweyn și succesorii săi au condus până în anul 1042. După Harthacanute, a existat o scurtă restaurare a Saxonilor între 1042 și 1066, sub Eduard Confesorul și Harold Godwinson, care a fost membru al Casei Godwin. După Bătălia de la Hastings, un punct decisiv în istoria englezilor, William de Normandia a devenit rege al Angliei.
Anglo-saxonii au încercat să restabilească domnia prin Edgar Atheling, un nepot al lui Edmund Braț-de-Fier, însă nu au avut succes și urmașii lui William și-au asigurat domnia. Nepoata lui Edgar, Matilda a Scoției, s-a căsătorit mai târziu cu fiul lui William, Henric I, formând o legătură între cele două dinastii.

## Conducătorii Angliei din Casa de Wessex

### Alfred cel Mare

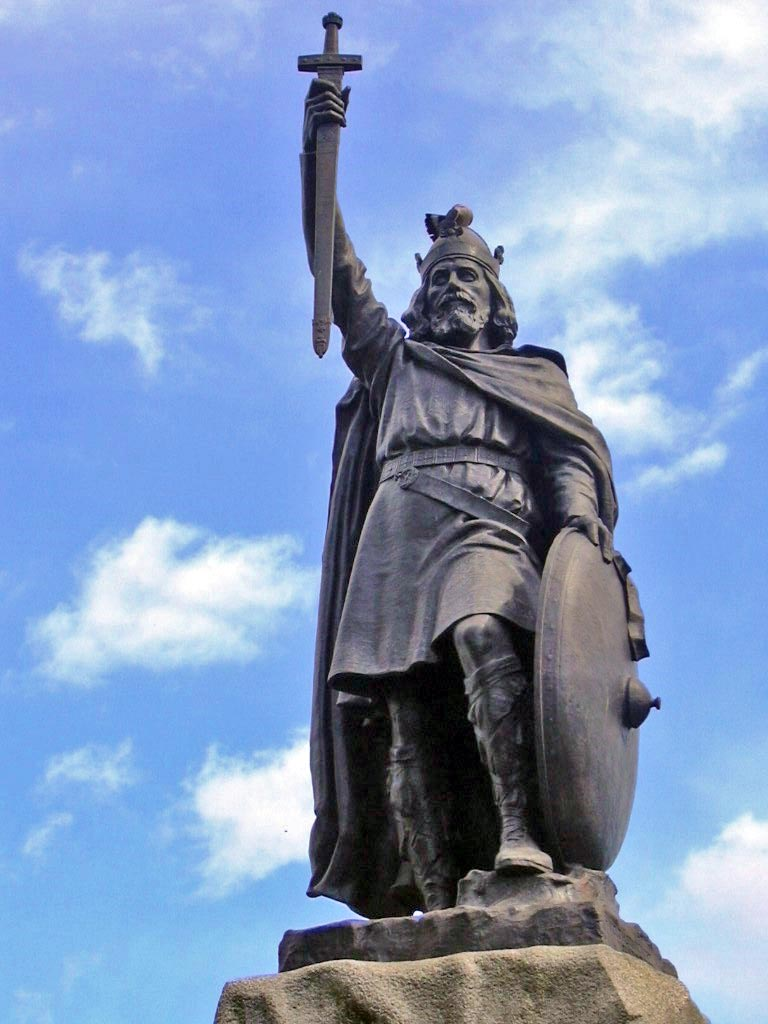

Alfred, al cincilea fiu al regelui Ethelwulf, s-a distins încă de tânăr în lupta împotriva „armatei" daneze. Încă din primul an al domniei sale, danezii conduși de regele Guthrun au năvălit în Wessex. Alfred se refugiază pe insula Athelney și revine spectaculos; se semnează un pact și se stabilește o frontieră între Danelaw și Wessex, danezii rămân stăpâni în est și nord iar Alfred domnește la sud de această frontieră. Pactul a fost incǎlcat. In 878 i-a invins pe danezi in lupta de la Edington.In 886 a recucerit Londra.
Alfred reorganizează armata de uscat și marina, justiția și educația. Înființează școli unde se poate învăța latina, engleza, călăria și vânătoarea cu șoimi. Din ordinul său se înceape o Cronică anglo-saxonă unde sunt notate anual principalele evenimente. El însuși a fost scriitor și traducător. A tradus Istoria ecleziastică de Beda, Istoria universală de Orosius, Regula pastorală de Grigore cel Mare, Mângâierile filozofiei de Boethius.

### Eduard cel Bătrân

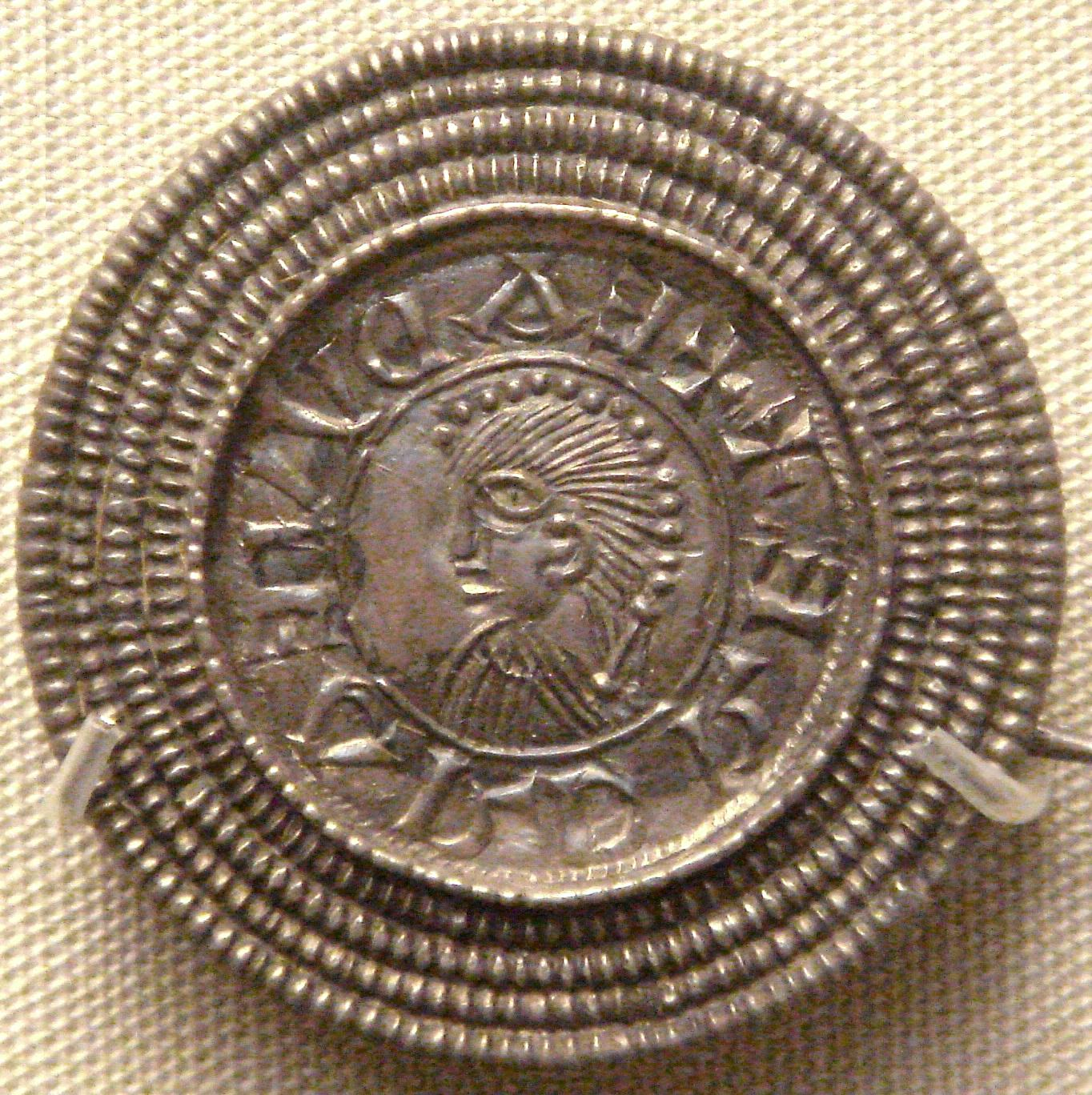
Broşă de argint imitând o monedă a lui Eduard cel Bătrân (920), găsită la Roma, Italia.

Eduard a fost al doilea copil supraviețuitor al lui Alfred cel Mare și a reginei Ealhswith. Nașterea lui Eduard nu a putut fi datată cu certitudine. Părinții lui s-au căsătorit în 868 iar cel mai mare frate, Æthelflæd, a fost născut curând după aceea. Este posibil ca Eduard să se fi născut în jurul anului 870, probabil între anii 874 și 877.
Când Alfred a murit, vărul lui Eduard, Æthelwold, fiul regelui Æthelred de Wessex, crescuse până la revendicarea tronului și începuse o revoltă. El a confiscat Wimborne din Dorset, unde tatăl său fusese îngropat, cât și Christchurch (atunci în Hampshire iar acum în Dorset). Eduard a mărșăluit până în Badbury pentru a declara război, însă Æthelwold a refuzat să plece din Wimborne. Abia atunci când Eduard a avut de gând să atace Wimborne, Æthelwold a așteptat lăsarea nopții pentru a se alătura danezilor de la Northumbria, iar Eduard a fost anunțat oficial ca rege. Acesta a fost încoronat pe 8 iunie 900, posibil la Kingston. 
În 901, Æthelwold a venit cu o flotă în Essex și i-a încurajat pe danezii din Anglia de est să i se alăture. În anul următor, el a atacat Mercia engleză și nordul Wessexului. Eduard s-a răzbunat prin distrugerea estului Angliei, însă când s-a retras în sud, populația din Kent nu au vrut să-i asculte ordinele de retragere, astfel a fost interceptat de armata daneză. Cele două armate s-au întâlnit în Bătălia de la Holme la 13 decembrie 902. Potrivit cronicii anglo-saxone, danezii au păstrat locul de sacrificare dar au suferit pierderi grele, inclusiv Æthelwold și regele Eohric, în estul Angliei.
Relațiile cu nordul s-au dovedit problematice pentru Eduard. Cronica anglo-saxonă menționează că a făcut pace cu anglicanii de est și cu danezii din Northumbria, din necesitate. Există o mențiune cu privire la redobândirea Chesterului în 907, care poate fi un indiciu că orașul a fost luat prin luptă.
În 909, Eduard a trimis o armată pentru a hărțui regiunea Northumbria. În anul următor, oamenii din Northumbria s-au răzbunat prin atacarea Merciei, însă au fost întâmpinați de armata din Mercia și Saxonia de vest în Bătălia de la Tettenhall, unde danezii au fost distruși. Din acel moment, aceștia nu mai aveau să meargă la sud de râul Humber.
Eduard a început construirea unor cetăți la Hertford, Witham și Bridgnorth. Această serie de cetăți au păstrat danezii la distanță. Au fost construite și alte forturi la Tamworth, Stafford, Eddisbury și Warwick.

### Ethelweard
Cronica Anglo-saxonilor afirmă că Ethelweard a murit la scurt timp după moartea tatălui său, pe 17 iulie 924, iar aceștia au fost îngropați împreună la Winchester. Manuscrisul specifică faptul că el i-a supraviețuit tatălui său cu doar 16 zile. Cu toate acestea, o listă de regi din secolul al XII-lea îl menționează ca succesor al tatălui său și cu o domnie de patru săptămâni.
Conflictele documentelor au dus la înterpretari alternative, unii istorici moderni concluzionând că l-a succedat pe tatăl său în locul fratelui său vitreg, Athelstan, în timp ce alții susțin că Athelstan era singurul moștenitor al tatălui său. Alternativ, a fost sugerată o împărțire a domniilor, iar Cronicile raportează că Athelstan a devenit regele Mercianilor, și William de Malmesbury, deși nega domnia lui Ethelweard, raportează că Athelstan a fost educat la curtea Mercianiei de către mătușa sa, Æthelflæd. În opinia lui Simon Keynes, Ethelweard a fost recunoscut ca rege în Wessex și Athelstan în Mercia, deși este posibil ca Eduard să fi intenționat să divizeze regatul după moartea sa, iar liderii din Wessex să-l fi ales pe Ethelweard și cei din Mercia pe Athelstan.
Ethelweard a murit la 16 zile după tatăl său, la 2 august 924, la Oxford, și a fost îngropat la Winchester. Athelstan a avut dificultăți în a asigura acceptarea sa în Wessex și nu a fost recunoscut ca rege al anglo-saxonilor până la 4 septembrie 925.

### Athelstan

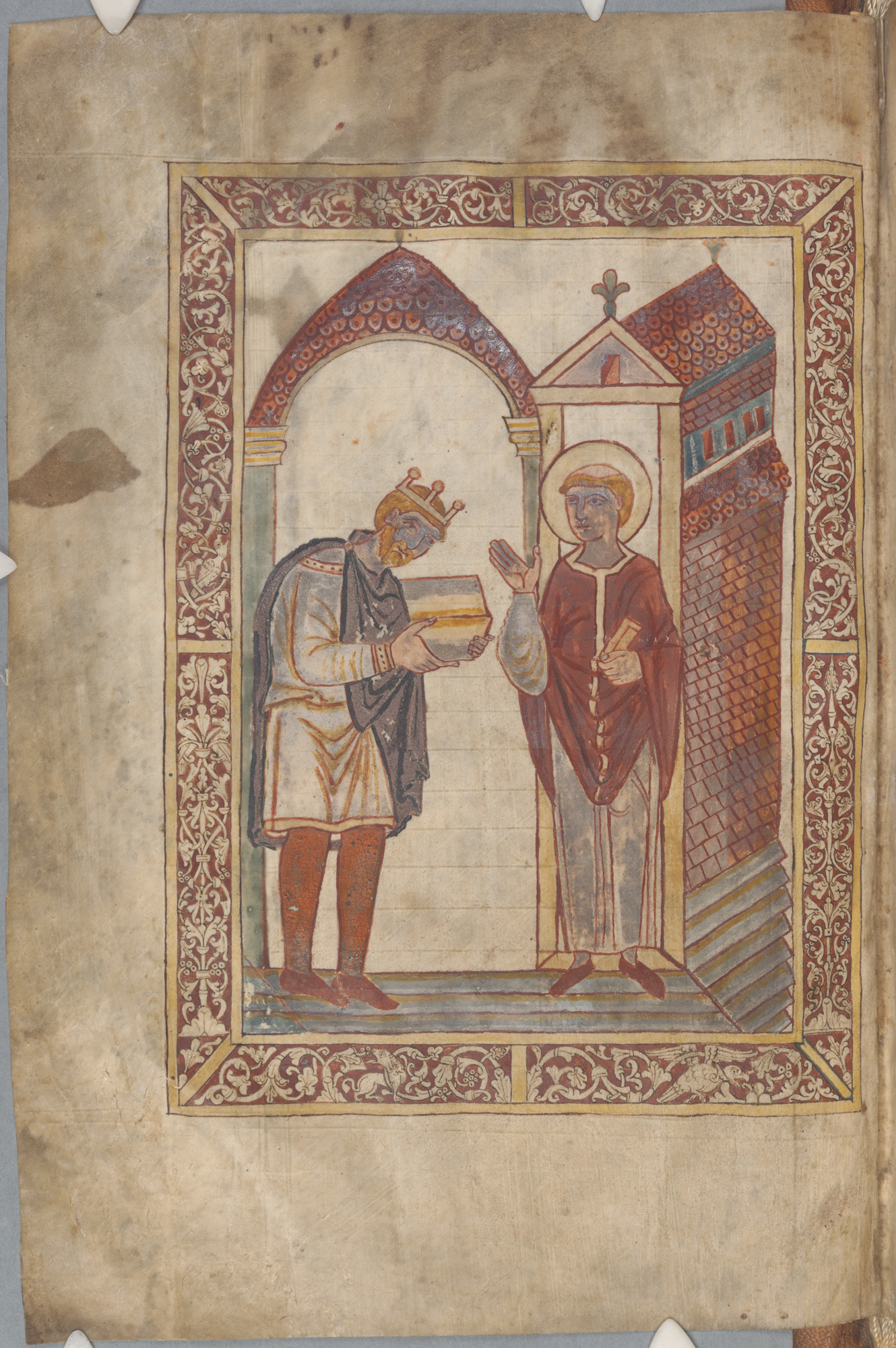

Când Eduard a murit în iulie 924, Athelstan a fost acceptat de către Mercia ca rege. Fratele său vitreg, Ethelweard a fost conducător în Wessex, dar a murit la câteva săptămâni după tatăl lor. Athelstan a întâlnit rezistență în Wessex timp de mai multe luni și nu a fost încoronat până în septembrie 925. În 927, el a cucerit ultimul regat viking rămas, York, făcându-l primul domnitor anglo-saxon al întregului regat al Angliei. În 934, el a invadat Scoția și l-a forțat pe regele Constantin al Scoției să i se supună, însă domnia lui Athelstan a fost resimțită de către scoțieni și vikingi, iar în 937 aceștia au invadat Anglia. Athelstan i-a învins în Bătălia de la Brunanburh, o victorie care i-a adus un mare prestigiu atât în Insulele Britanice cât și pe continent. După moartea sa în 939, vikingii au preluat din nou controlul în York, și nu a fost recucerit până în 954.
Athelstan a centralizat guvernul. El a majorat controlul asupra producției prin întâlnirea cu persoanele de rang înalt din zonele îndepărtate a consiliilor sale. În aceste întâlniri au participat și conducătorii din afara teritoriului său, în special regi din Țara Galilor, care i-au recunoscut astfel suzeranitatea. Mai multe texte legale au supraviețuit de la domnia sa decât la oricare alt rege englez din secolul al X-lea. Acestea arată îngrijorarea cu privire la jafurile pe scară largă, precum și amenințarea pe care a reprezentat-o ordinea socială. Reformele sale juridice au fost construite pe baza celor ale bunicului său, Alfred cel Mare. Athelstan a fost unul dintre cei mai religioși regi din Saxonia de vest, și a fost cunoscut pentru colecția sa de relicve și de fondator al bisericilor. Casa lui a fost centrul de învățare englez în timpul domniei sale și a pus bazele pentru reforma monarhală benedictă mai târziu în acel secol. Nici un alt rege saxon de vest nu a jucat un rol mai important în politica europeană ca Athelstan și a aranjat căsătoriile mai multor surori ale sale cu conducătorii continentali.

### Edmund Magnificul

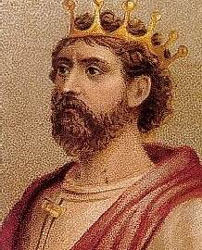

Edmund a venit la tron ca fiu al lui Eduard cel Bătrân, nepotul lui Alfred cel Mare, strănepotul lui Ethelwulf de Wessex, stră-strănepotul lui Egbert de Wessex și stră-stră-strănepotul lui Ealhmund de Kent. La scurt timp după proclamarea sa ca rege, el a trebuit să se confrunte cu mai multe amenințări militare. Regele Olaf al III-lea Guthfrithson cucerise Northumbria și invadase Midlands. Atunci când Olaf a murit în 942, Edmund a recucerit Midlands. În 943, Edmund a devenit nașul lui Olaf de York. În 944, Edmund a avut succes în recucerirea Northumbriei. În același an, aliatul lui Olaf de York a pierdut tronul și a plecat la Dublin, în Irlanda. Olaf a devenit rege la Dublin și a continuat să fie aliatul nașului său. În 945, Edmuns a cucerit Strathclyde, dar a cedat teritoriul regelui Malcolm I al Scoției, în schimbul unui tratat de sprijin militar reciproc. Edmund a stabilit astfel o politică de granițe sigură cât și relatii pașnice cu Scoția. În timpul domniei sale începea renașterea mănăstirilor din Anglia. 
Una dintre ultimele mișcări politice ale lui Edmund a fost rolul său în restaurarea lui Ludovic al IV-lea al Franței la tron. Ludovic, fiul lui Carol cel Simplu și a surorii vitrege a lui Edmund, Eadgifu, a locuit la curtea saxonilor până în 936, când s-a întors să fie încoronat rege al Franței. În vara anului 945, el a fost capturat de către nordici la Rouen și ulterior a fost eliberat și predat Ducelui Hugh cel Mare, care l-a ținut în custodie. Cronicarul Richerus susține că Eadgifu le-a scris atât lui Eduard cât și lui Otto I, în care le solicita sprijinul pentru fiul ei. Edmund a răspuns prin trimiterea unor amenințări furioase, iar Ludovic a fost restaurat ulterior.

### Edred
Cronica Anglo-saxonă din anul 946 a întregistrat că Eadred a redus toate teritoriile din Northumbria sub controlul său, iar scoțienii i-au acordat jurământ că i se vor supune. Cu toate acestea, Eadred s-a confruntat curând cu o serie de provocări politice în Saxonia de nord. Există unele dificultăți notorii cu privire la cronologia evenimentelor descrise în sursele istorice, însă este clar faptul că au existat doi prinți scandinavi care s-au proclamat regi în Northumbria.
Olaf Sihtricson, cunoscut sub numele de Amlaíb Cuarán ("Sandal"), a fost rege în Northumbria la începutul anului 940, când a devenit finul lui Edmund, însă a fost alungat mai târziu. Apoi el l-a succedat pe vărul său la Dublin, dar după o înfrângere grea în 947, el a fost din nou forțat să își încerce norocul în altă parte. La scurt timp după aceea, Olaf a revenit și a redobândit regatul York. Este posibil ca Eadred să-i fi tolerat prezența lui Olaf, însă Olaf a fost demis din guvernare pentru a doua oară de către poporul din Northumbrian, de această dată în favoarea lui Eric, fiul lui Harald.
Cel de-al doilea a fost Eric, care fusese regele Norvegiei. După o serie de operațiuni de succes, el a venit în Northumbria și s-a stabilit ca rege. Regele Eadred a răspuns dur dezertorilor din nord prin lansarea unui raid distructiv în Northumbria, care includea în special arderea bisericilor și a mănăstirii Ripon, fondată de Sf. Wilfrid. Deși forțele sale au suferit pierderi grele în Bătălia de la Castleford, Eadred a reușit să-și verifice rivalul, promițându-i susținătorilor acestuia că va fi un haos și mai mare dacă aceștia nu-l părăsesc pe prințul străin. Poporul din Northumbria l-au ascultat pe rege și i-au plătit despăgubiri.

### Edwy cel Frumos

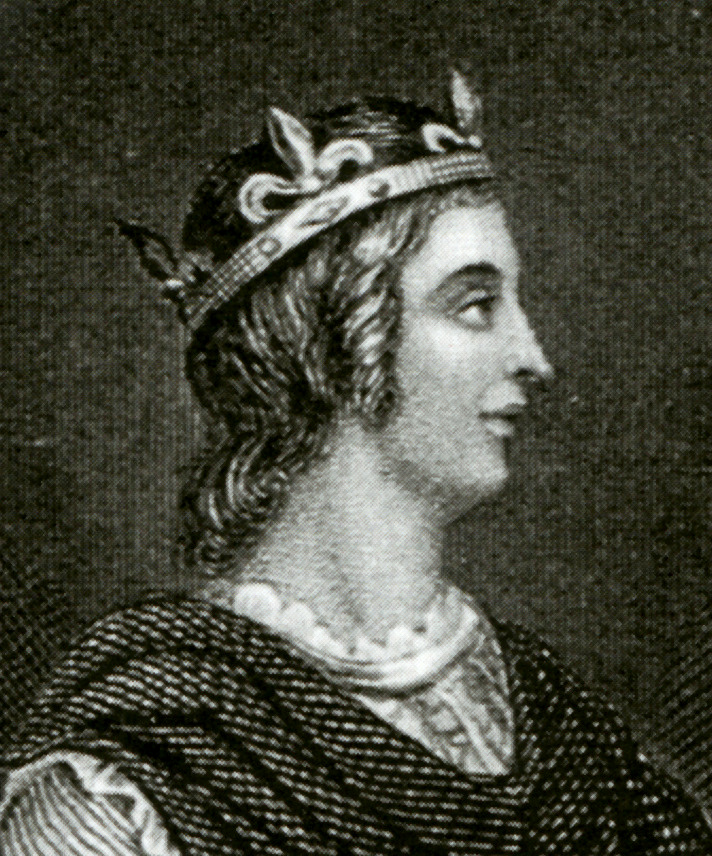

Dunstan, în timp ce se afla în exil, a devenit influențat de benedictienii din Flandra. Un partid pro-Dunstan și pro-benedictin a început să se formeze în jurul domeniului din estul Angliei care îi aparținea lui Athelstan și îl sprijinea pe fratele mai mic a lui Edwy, Edgar.
Frustrat de obligațiile împăratului și susținut de Arhiepiscopul Odo, marii seniori din Mercia și Northumbria și-au schimbat loialitatea față de fratele lui Edwy, Edgar. În 957, decât să vadă țara coborând într-un război civil, nobilii au fost de acord să împartă împărăția de-a lungul Tamisei, Edwy păstrând Wessexul și Kentul în sud iar Edgar a luat partea de nord.
Edwy a murit la o vârstă fragedă în 959, în circumstanțe care rămân necunoscute. El a fost succedat de fratele său, Edgar, care a reunit regatul.

### Edgar Pașnicul

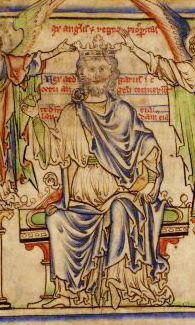

Prima acțiune a lui Edgar a fost să-și amintească de Dunstan care se afla în exil, făcându-l Episcop de Worcester, apoi Episcop de Londra și mai târziu Arhiepiscop de Canterbury. Dunstan a rămas consilierul lui Edgar pe tot parcursul domniei sale. În timp ce Edgar nu fusese un om deosebit de pașnic, domnia sa a fost una liniștită. Regatul Angliei a fost bine stabilit și Edgar a consolidat unitatea politică realizată de către prodecesorii săi. Până la sfârșitul domniei sale, Anglia a fost suficient de unificată astfel încât era puțin probabil să revină la starea de dezbinare între regatele rivale, așa cum s-a întâmplat sub domnia lui Eadred. 
Edgar a fost încoronat la Bath și uns cu soția sa, Ælfthryth, stabilind un precedent pentru încoronarea unei regine în Anglia. Încoronarea lui Edgar nu a avut loc până în 973, într-o ceremonie imperială, iar acest serviciu a fost făcut de către Dunstan, sărbătorindu-se cu un poem din Cronica anglo-saxonă, consituind baza ceremoniei de încoronare britanică de astăzi.
Încoronarea sibolică a fost un pas important. Alți regi ai Marii Britanii au venit și și-au arătat supunerea în fața lui Edgar la scurt timp după aceea, la Chester. Șase regi din Marea Britanie, inclusiv regele Scoției și regele Strathclyde, au promis credință și i-au jurat să-l însoțească atât pe mare cât și pe uscat.

### Sfântul Eduard Martirul

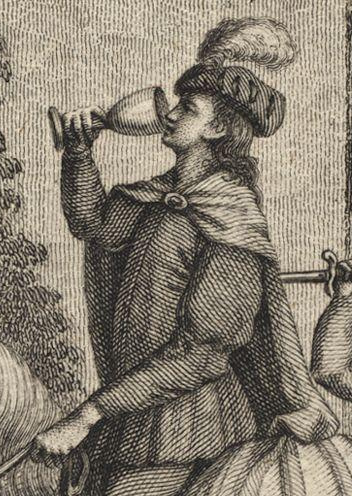

Atunci când marii nobili ai regatului, Ælfhere și Æthelwine, s-au certat, războiul aproape izbucnise. În așa numita reacție anti-monastică, nobilii au profitat de slăbiciunea lui Eduard pentru a-l deposeda de mănăstirile benedictinere reformate de pe terenurile și proprietatile sale și a altor domenii pe care regele Edgar i le acordase.
Scurta domnie a lui Eduard a luat sfârșit atunci când a fost asasinat la Castelul Corfe în circumstanțe incerte. Trupul său a fost înmormântat cu mare ceremonie la Abația Shaftesbury la începutul anului 980. În 1001, rămășițele sale au fost mutate într-un loc mai important în mănăstire, probabil, cu binecuvântarea fratelui său vitreg, Regele Ethelred. Eduard a fost socotit ca sfânt și canonizat.

### Ethelred cel Neinspirat

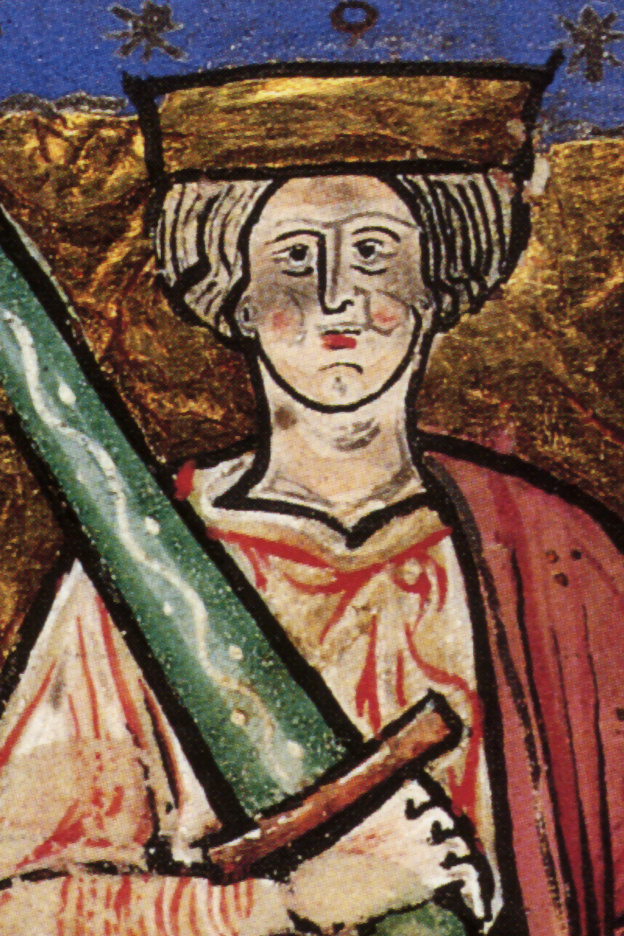
Ethelred al II-lea

În anul 991 pierde bătălia de la Maldon, în fața lui Olaf Tryggvason, căruia i-a plătit 10000 de lire sterline. În același an va încheia un tratat cu Richard, duce de Normandia, prin care s-a angajat să nu-i sprijine pe rivalii săi.
Între 991-1012 i-a plătit de 5 ori tribut, numit danegeld, în argint regelui danez.
În anul 1002, se căsătorește pentru a doua oară cu Emma, fiica lui Richard al II-lea al Normandiei.
În anul 1006, a avut loc o mare remaniere în cadrul consiliului regelui. În același an a avut o mare invazie vikingă, stopată de o plată imensă de 36000 de lire sterline.
În anul 1009 s-a confruntat cu o altă armată vikingă. Danezii, conduși de Thorkell Tall, au devastat Anglia timp de trei ani.
În anul 1013, toți locuitorii de la nordul Tamisei l-au recunoscut rege al Angliei pe Sweyn Forkbeard. Acesta a cucerit orașele Londra, Wincester și Oxford. Ethelred a fugit în Normandia. Din septembrie 1013, până la moartea sa, survenită în februarie 1014, Sweyn a fost regele Angliei. După moartea sa, tronul a fost ocupat din nou, de Ethelred. Acesta a murit la Londra în anul 1016. După moartea sa, Anglia a fost din nou invadată de fiul lui Sweyn, Canut.

### Edmund Braț-de-Fier

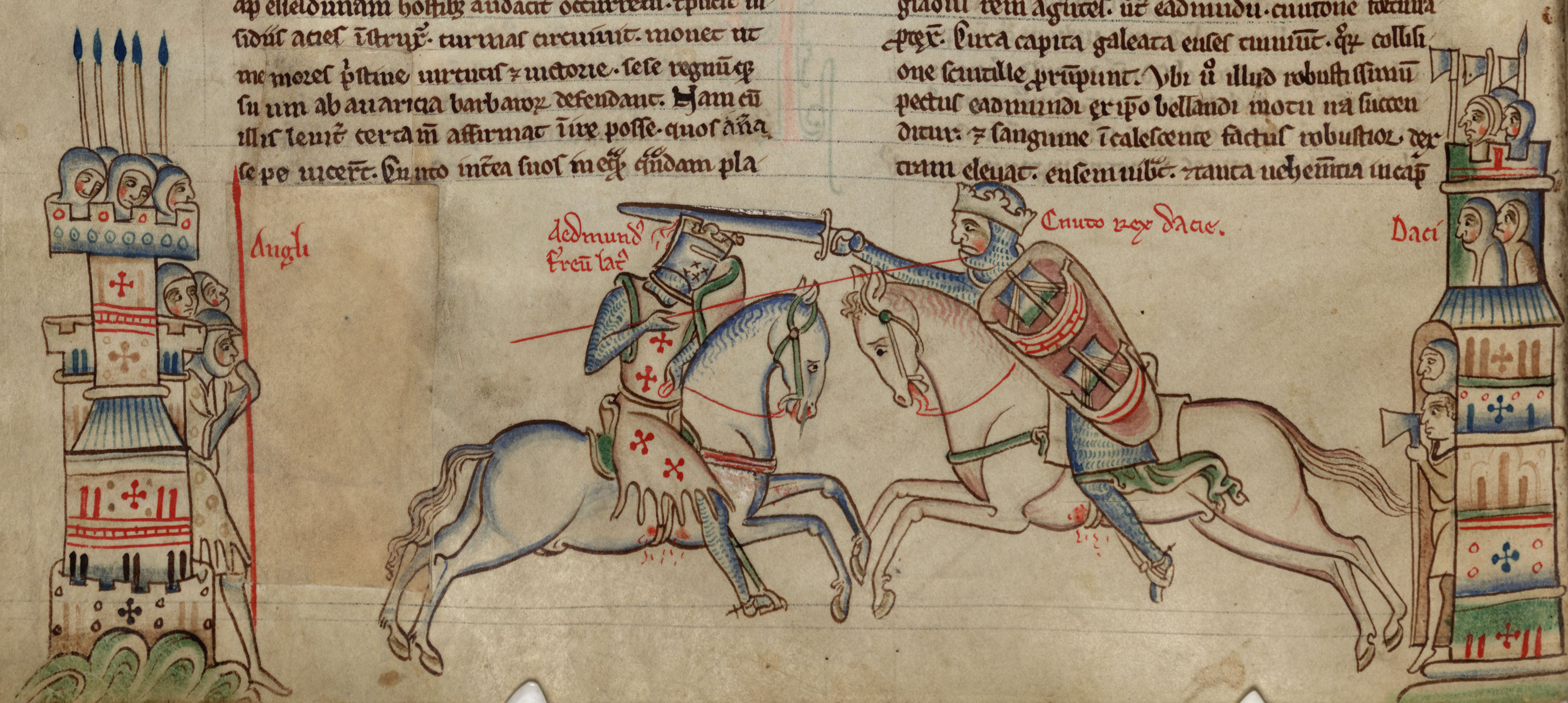

Ethelred a murit pe 23 aprilie 1016,iar cetățenii și consilierii din Londra l-au ales pe Edmund ca rege, și probabil l-au încoronat. El a făcut un ultim efort pentru a revigora apărarea Angliei. În timp ce danezii au asediat Londra, Edmund s-a îndreptat în Wessex, unde oamenii s-au prezentat la el și au adunat o armată. El a dus lupte împotriva danezilor și susținătorilor acestora englezi la Penselwood, în Somerset și Sherston în Wiltshire, apoi a ridicat asediul de la Londra și i-a învins pe danezi lângă Brentford. Aceștia au reînnoit asediul în timp ce Eduard se dusese în Wessex și au ridicat trupe suplimentare, revenind pentru a calma din nou zarva din Londra, învaingându-I încă o dată la Otford, și împingându-l pe Knut în Kent. Eadric Streona s-a alăturat lui Eduard, dar în bătălia decisivă de la Assandun, pe 18 octombrie, Eadric și oamenii lui au fugit, iar Knut l-a învins pe Eduard. Este posibil să mai fi fost o luptă în pădurea Dean, după care cei doi regi au negociat o pace între țările lor. Edmund a primit Wessex în timp ce Knut a luat Mercia și Northumbria.

### Eduard Confesorul

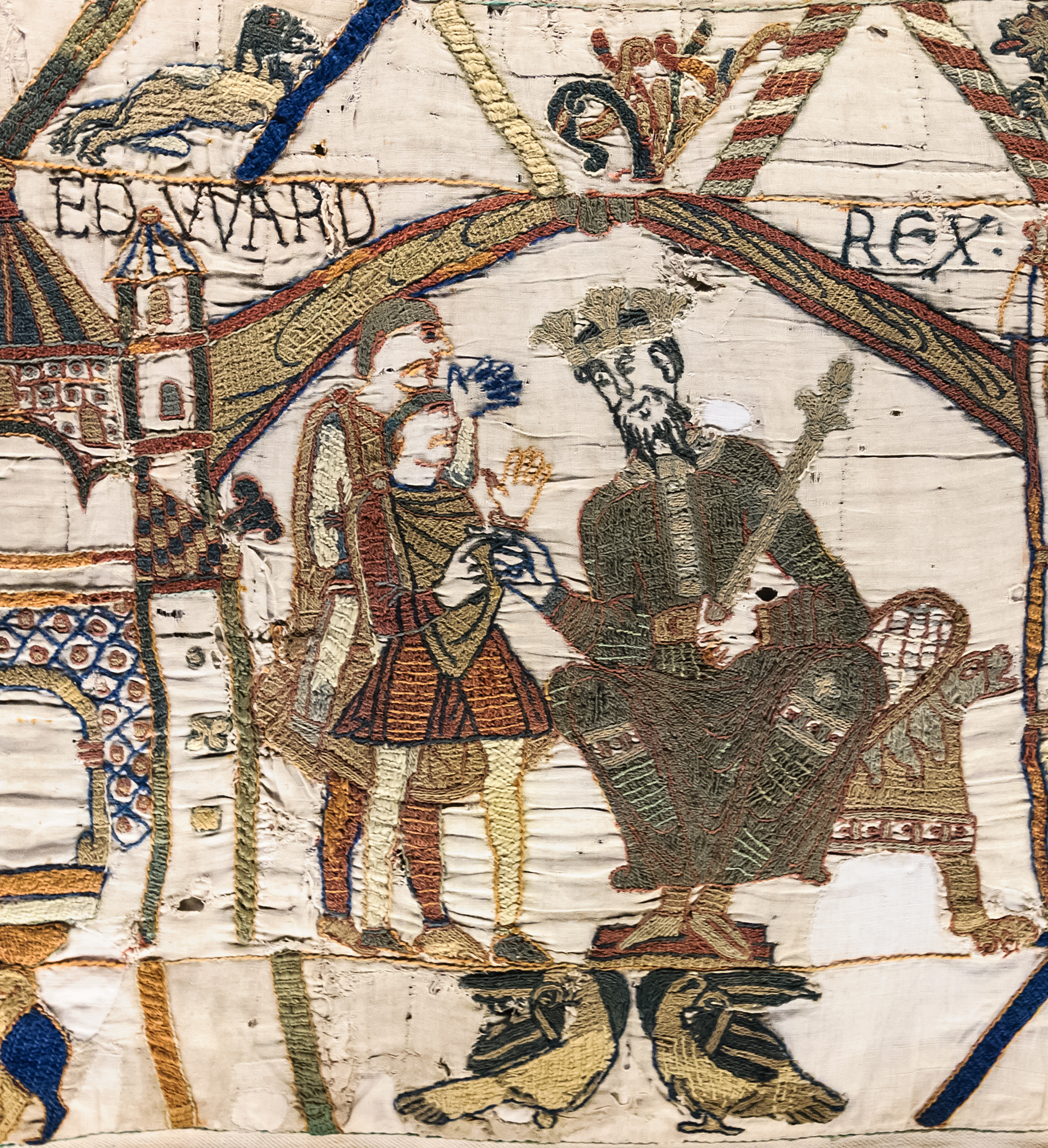

Eduard a fost văzut ca o persoană pioasă, iar domnia sa a fost notabilă datorită dezintegrării puterii regale în Anglia și a avansului puterii familiei Godwin. Biografii săi, Frank Barlow și Peter Rex, îl prezintă pe rege ca fiind unul de succes, energic, plin de resurse și uneori nemilos, dar a cărui reputație a fost pătată pe nedrept de către cucerirea Norman la scurt timp după moartea sa. Alți istorici sunt de părere că aceste lucruri sunt parțial adevărate. În opinia lui Richard Mortimer, întoarcerea Godwinilor din exil în 1052 a însemnat sfârșitul efectiv de exercizare a puterii sale. 
Eduard l-a succedat pe fiul cel mare al lui Knut, Hardeknud, restabilind ordinea Casei de Wessex după o perioadă de dominație daneză, de când Knut cucerise Anglia în 1016. Când Eduard a murit în 1066, el a fost urmat de Harold Godwinson, care a fost învins și ucis în același an de către normanzii lui William Cuceritorul în Bătălia de la Hasting.
Eduard este numit Confesorul, fiind porecla unuia care a trăit o viață de sfânt, dar care nu a fost martir. El a fost canonizat în 1161 de către Papa Alexandru al III-lea și este comemorat pe 13 octombrie de către Biserica Angliei și Biserica Romano-Catolică din Anglia și Țara Galilor. Sfântul Eduard a fost unul dintre sfinții naționali ai Angliei până la Regele Eduard al III-lea, care a adoptat Sfântul George ca sfânt în jurul anului 1350.

### Edgar Atheling

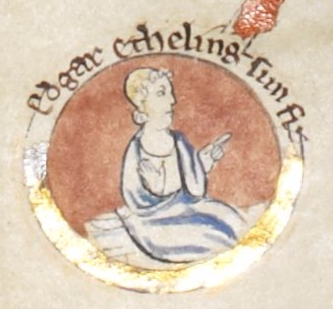

Când regele Eduard a murit în ianuarie 1066, Edgar era încă adolescent, prea târăr pentru a fi un lider militar eficient. Acest lucru nu a fost un obstacol de netrecut: regii anteriori ai Angliei, Edwy, Edgar Pașnicul și Eduard Martirul au venit la tron la o vârstă similară, în timp ce Ethelred cel Neinspirat a fost mai mic în momentul aderării sale la tron. Cu toate acestea, ambițiile avare care au stârnit în nord-vestul Europei de către Eduard Confesorul și datorita lipsei unui moștenitor, înainte de 1057, și a eșecului regelui pentru a pregăti calea lui Edgar la tron, a eliminat orice perspectivă de succesiune ereditară pașnică. Războiul a fost în mod clar inevitabil și Edgar nu era în poziția de a lupta, în timp ce nu avea putere din partea rudelor pentru a-i susține cauza. În consecință, Witenagemont l-a ales pe Harold Godwinson, fiind omul cel mai bine plasat pentru a apăra țara împotriva aspirărilor străine concurente. 
După moartea lui Harold în Bătălia de la Hastings împotriva normanzilor care au invadat în octombrie, Witanagemot l-a ales rege pe Edgar. Noul regim stabilit a fost dominat de cei mai puternici membrii supraviețuitori ai casei conducătoare engleze, Stigand, Arhiepiscopul de Cantebury, Ealdred, Arhiepiscopul de York și frații săi, Ediwin, Conte de Mercia și Morcar, Conte de Northumbria. Angajamentul luat de acești oameni pentru cauza lui Edgar fusese îndoilenică la început. Puterea lor de a continua lupta împotriva lui William din Normandia a fost îndoielnică și răspunsul militar pe care l-au organizat la Norman a fost ineficient. Când William a traversat Tamisa la Wallingford, a fost întâmpinat de Stignad, care îl abandonase pe Edgar și trecuse de partea invadatorului. În timp ce normanzii s-au închis în Londra, susținătorii lui Edgar din oraș au început negocierile cu William. La începutul lunii decembrie, celialți membrii din Witan la Londra s-au întâlnit și au decis să-l ia pe tânărul rege neîncoronat pentru a-l satisface pe William, și să-l ducă la Berkhamsted, anulând alegerea lui Edgar.